# José Carlos Brunoro
José Carlos Brunoro (Santo André, 11 de junho de 1950), mais conhecido como Brunoro, foi CEO do Palmeiras, co-fundador do Osasco Audax, atleta profissional, preparador físico, técnico, dirigente esportivo, co-autor do livro Futebol 100% profissional, professor, consultor de marketing esportivo, membro do conselho nacional do esporte (CNE) do ministério do esporte. Com mais de 45 anos de experiência em esportes profissionais, Brunoro conta com experiência como executivo em diferentes esportes como: voleibol, futebol, formula 1 e basquetebol.
Em abril de 2017 tornou-se presidente do Desportivo Brasil 

## Palmeiras
Tornou-se CEO do Palmeiras em 2013. O termo CEO vêm do inglês Chief Executive Officer e sua função era ser responsável não só pelo futebol, mas também pelo marketing e esportes olímpicos do time com a quarta maior torcida do futebol brasileiro. Logo no começo do seu período como CEO do Palmeiras, em Janeiro de 2013, Brunoro colocou fim as especulações de que o clube contrataria a estrela argentina Juan Román Riquelme. O clube tentou contratar o técnico argentino Marcelo Bielsa, que recusou treinar o clube paulista. Em Dezembro de 2014 foi anunciado que Brunoro não seria mais CEO do Palmeiras.
Entre 1992 e 1996, Brunoro foi dirigente do Palmeiras e responsável pelas grandes contratações do time que conquistou diversos títulos e ficou marcado como um dos times mais fortes da história do clube com mais de 102 anos de existência.  O time tinha craques como Rivaldo, Roberto Carlos, Edmundo, Evair, Zinho, Antônio Carlos Zago e outros. Em 12 de Junho de 1993, o Palmeiras conquistou o Campeonato Paulista vencendo o rival Corinthians no estádio do Morumbi por 4x0. Fazia 17 anos que o clube não ganha um título importante. Em 1992, Brunoro liderou as negociações do Palmeiras para tentar contratar o ídolo argentino Maradoname chegou a ir até a Argentina para tentar negociar com o craque,as o negócio não aconteceu.

## Audax
Brunoro foi o idealizador do projeto do Audax, fundado em 2003, junto com Abilio Diniz do Grupo Pão de Açúcar e Fernando Solleiro. O executivo ficou cerca de 10 anos no Audax, de 2003 a 2013 e saiu do projeto para assumir como CEO do Palmeiras.
O Audax teve peneiras para cerca de 70 mil jogadores para selecionar atletas. Em 2016, o Audax chegou a final do campeonato paulista, eliminando o São Paulo nas quartas de final por 4x1, e o Corinthians na semifinal na Arena Corinthians, onde o time alvi-negro havia ganhado todas as 12 partidas disputadas em 2016.

## Voleibol
Brunoro foi atleta profissional de voleibol, campeão Paulista e Sul-Americano.
Durante 7 anos foi preparador físico. Sendo campeão Brasileiro, duas vezes campeão Sul-Americano e quinta colocação no Mundial da União Soviética.
Foi treinador de voleibol e auxiliar técnico da Seleção Brasileira adulta masculina. Entre 1980 e 1984 foi assistente técnico da Seleção Brasileira Masculina de Voleibol, vencendo a Copa do Mundo no Japão, em 1981; conquistando segundo lugar no Mundial de 82, na Argentina; campeão do Pan-Americano de 83, na Venezuela; e segundo lugar nas olímpidas de 84, em Los Angeles (EUA).  Como técnico principal, conquistou o quarto lugar na Copa do Mundo do Japão, foi campeão Sul-Americano de 1985, na Venezuela e terminou em quarto lugar no Mundial da França em 1987. Marcou época a frente do forte time da Pirelli que conquistou diversos títulos entre 1978 e 1991 e acumulou um longo período de invencibilidade.

## Outros Projetos com Esportes Profissionais
Durante 6 temporadas, entre 1996 e 2002, foi executivo na Fórmula 1, gerenciando a carreira do corredor Pedro Paulo Diniz nas equipes Ligier, Arrows e Sauber.
Foi co-autor do livro Futebol 100% profissional lançado em 1997 pela editora gente.
Em 2004, foi nomeado membro do conselho nacional do esporte (CNE) do Ministério do Esporte.
Em 2009, foi nomeado diretor técnico da Confederação Brasileira de Basquetebol. Em 2011, sob sua liderança, a equipe de basqutebol masculina do Brasil classificou-se para as Olimpíadas, após um hiato de 16 anos.
Dono da BSB (Brunoro Sports Business), empresa fundada em 1997 que presta consultoria com especialização em estratégias de marketing esportivo. Participou da realização dos X-Games em Foz do Iguaçu  e consultou outras entidades relacionadas com marketing esportivo.